# 881
881 (осемстотин осемдесет и първа) година по юлианския календар е невисокосна година, започваща в неделя. Това е 881-вата година от новата ера, 881-вата година от първото хилядолетие, 81-вата година от 9 век, 1-вата година от 9-о десетилетие на 9 век, 2-рата година от 880-те години.

## Починали
- Вайфер, принц на Беневенто.